# Moisés Xavier García
Moisés Xavier García Orellana (San Salvador, 26 de junio de 1990) es un futbolista salvadoreño. Juega de defensa y fue apartado en el clausura 2021 de Club Deportivo FAS Primera División de El Salvador.

## Trayectoria
Sus inicios en el fútbol se remontan a las asociaciones de fútbol aficionado de San Salvador y la escuela del Mágico González entre los años 2005 y 2007. Para el Torneo Apertura 2007 firmó con el equipo San Salvador Fútbol Club, y posteriormente pasó al Nejapa en el Apertura 2008. Desde el Torneo Clausura 2009 juega para Luis Ángel Firpo; con el que logró su primer título nacional en el Clausura 2013. Después del descenso de Luis Ángel Firpo ficha para el FAS de Santa Ana, siendo este su actual club.

### Selección nacional
Ha formado parte de las selecciones nacionales menores de 17, 20, y 23 años, con participación en el preolímpico de Concacaf de 2012.
También ha tenido participación en la Copa Centroamericana 2011, 2013 y 2014; la Copa de Oro de la Concacaf 2011, 2013 y 2015; así como la clasificación de Concacaf para la Copa Mundial de Fútbol de 2014, en la que anotó un gol. Participó en la clasificación de Concacaf para la Copa Mundial de Fútbol de 2018 con 8 partidos jugados y ningún gol.

## Clubes
Actualizado al último partido jugado el 3 de mayo de 2025.
| San Salvador Fútbol Club · El Salvador        | 1.ª                 | 2007-08             | 17  | 0  | - | - | -  | - | 17  | 0  |
| San Salvador Fútbol Club · El Salvador        | Total               | Total               | 17  | 0  | 0 | 0 | 0  | 0 | 17  | 0  |
| Nejapa Fútbol Club · El Salvador              | 1.ª                 | 2008-09             | 8   | 0  | - | - | -  | - | 8   | 0  |
| Nejapa Fútbol Club · El Salvador              | Total               | Total               | 8   | 0  | 0 | 0 | 0  | 0 | 8   | 0  |
| Club Deportivo Luis Ángel Firpo · El Salvador | 1.ª                 | 2009-10             | 1   | 0  | - | - | -  | - | 1   | 0  |
| Club Deportivo Luis Ángel Firpo · El Salvador | 1.ª                 | 2010-11             | 2   | 0  | - | - | -  | - | 2   | 0  |
| Club Deportivo Luis Ángel Firpo · El Salvador | 1.ª                 | 2011-12             | 33  | 0  | - | - | -  | - | 33  | 0  |
| Club Deportivo Luis Ángel Firpo · El Salvador | 1.ª                 | 2012-13             | 34  | 0  | - | - | -  | - | 34  | 0  |
| Club Deportivo Luis Ángel Firpo · El Salvador | 1.ª                 | 2013-14             | 36  | 4  | - | - | 4  | 1 | 40  | 5  |
| Club Deportivo Luis Ángel Firpo · El Salvador | Total               | Total               | 106 | 4  | 0 | 0 | 4  | 1 | 110 | 5  |
| Club Deportivo FAS · El Salvador              | 1.ª                 | 2014-15             | 35  | 1  | - | - | 4  | 0 | 39  | 1  |
| Club Deportivo FAS · El Salvador              | 1.ª                 | 2015-16             | 38  | 0  | - | - | -  | - | 38  | 0  |
| Club Deportivo FAS · El Salvador              | 1.ª                 | 2016-17             | 41  | 3  | - | - | -  | - | 41  | 3  |
| Club Deportivo FAS · El Salvador              | 1.ª                 | 2017-18             | 43  | 3  | - | - | -  | - | 43  | 3  |
| Club Deportivo FAS · El Salvador              | 1.ª                 | 2018-19             | 47  | 0  | - | - | 4  | 0 | 51  | 0  |
| Club Deportivo FAS · El Salvador              | 1.ª                 | 2019-20             | 25  | 4  | - | - | -  | - | 25  | 4  |
| Club Deportivo FAS · El Salvador              | 1.ª                 | 2020-21             | 23  | 0  | - | - | 1  | 0 | 24  | 0  |
| Club Deportivo FAS · El Salvador              | Total               | Total               | 252 | 11 | 0 | 0 | 9  | 0 | 261 | 11 |
| Club Deportivo Águila · El Salvador           | 1.ª                 | 2021-22             | 46  | 1  | - | - | -  | - | 46  | 1  |
| Club Deportivo Águila · El Salvador           | 1.ª                 | 2022-23             | 6   | 0  | - | - | 2  | 0 | 8   | 0  |
| Club Deportivo Águila · El Salvador           | Total               | Total               | 52  | 1  | 0 | 0 | 2  | 0 | 54  | 1  |
| Club Deportivo Platense · El Salvador         | 1.ª                 | 2023-24             | 38  | 3  | - | - | -  | - | 38  | 3  |
| Club Deportivo Platense · El Salvador         | 1.ª                 | 2024-25             | 34  | 0  | - | - | -  | - | 34  | 0  |
| Club Deportivo Platense · El Salvador         | 1.ª                 | 2025-26             |     |    |   |   |    |   |     |    |
| Club Deportivo Platense · El Salvador         | Total               | Total               | 72  | 3  | 0 | 0 | 0  | 0 | 72  | 3  |
| Total en su carrera                           | Total en su carrera | Total en su carrera | 507 | 19 | 0 | 0 | 15 | 1 | 522 | 20 |
| (2) No incluye goles en partidos amistosos.   |                     |                     |     |    |   |   |    |   |     |    |

Inferiores
| Club                      | País        | Año         |
| ------------------------- | ----------- | ----------- |
| ADFA San Salvador         | El Salvador | 2005 - 2006 |
| Fundación Mágico González | El Salvador | 2006 - 2007 |

### Selección nacional
| Selección                                 | Año                 | Partidos | Goles |
| ----------------------------------------- | ------------------- | -------- | ----- |
| El Salvador Sub-21                        |                     |          |       |
| 2010                                      | 2                   | 0        |       |
| El Salvador Sub-23                        |                     |          |       |
| 2011                                      | 2                   | 1        |       |
| 2012                                      | 4                   | 0        |       |
| Total en su carrera                       | Total en su carrera | 8        | 1     |
| El Salvador                               |                     |          |       |
| 2008                                      | 1                   | 0        |       |
| 2009                                      | 0                   | 0        |       |
| 2010                                      | 0                   | 0        |       |
| 2011                                      | 19                  | 1        |       |
| 2012                                      | 10                  | 0        |       |
| 2013                                      | 10                  | 0        |       |
| 2014                                      | 3                   | 0        |       |
| 2015                                      | 11                  | 0        |       |
| 2016                                      | 9                   | 0        |       |
| 2017                                      | 0                   | 0        |       |
| 2018                                      | 4                   | 0        |       |
| 2019                                      | 2                   | 0        |       |
| Total en su carrera                       | Total en su carrera | 69       | 1     |
| Estadísticas hasta el 9 de junio de 2019. |                     |          |       |

## Palmarés

### Trofeos nacionales
| Título          | Club             | País        | Año  |
| --------------- | ---------------- | ----------- | ---- |
| Torneo Clausura | Luis Ángel Firpo | El Salvador | 2013 |